# ماکاجوبا
ماکاجوبا (به پرتغالی: Macajuba) یک منطقهٔ مسکونی در برزیل است که در باهیا واقع شده‌است. ماکاجوبا ۱۱٬۳۳۲ نفر جمعیت دارد.